# Cynthia Viteri
Cynthia Fernanda Viteri Jiménez (Guayaquil, 19 novembre de 1965) és una advocada, periodista i política equatoriana i alcaldessa de Guayaquil entre 2019 i el 2023. Va ser candidata a la presidència de la República en dues ocasions: per a les eleccions de 2017 i abans, a l'any 2006, ambdues pel Partido Social Cristiano. Va ser membre de l'Assemblea Nacional de l'Equador fins al 7 de novembre de 2016, sent fins aquell dia la legisladora amb més temps en funcions del país. El 24 de març de 2019, va ser elegida alcaldessa de Guayaquil a les eleccions municipals i cantonals de l'Equador, càrrec que tindrà fins al 14 de maig de 2024.

## Carrera com a periodista
Després de graduar-se en dret a la Universitat de Guayaquil es va dedicar al periodisme com a reportera del programa Minuto a Minuto, l'any 1989, i presentadora de notícies en Telesistema (ara RTS), Teleamazonas i Telecentro (ara TC Televisinó), després va passar al departament de comunicació de l'ajuntament de Guayaquil el 1992, durant l'administració municipal de León Febres-Cordero, i més tard es va convertir en la cap de premsa de la campanya presidencial de Jaime Nebot.

## Carrera política
Viteri va iniciar la seva carrera política el 1997, quan va ser elegida a l'Assemblea Nacional Constituent pel Partido Social Cristiano. Després que el congrés acabés el 1998, va ser elegida per al Congrés Nacional per la província de Guayas. El seu mandat va acabar el 2003. A les eleccions de 2002 va ser triada novament com a diputada al Congrés Nacional. Entre el 2005 i el 2006 va ser primera vicepresidenta del Congrés Nacional. El seu mandat com a membre del Congrés va acabar el 2007, quan Rafael Correa va demanar una Assemblea Constituent per substituir l'antic Congrés i redactar una nova constitució. Viteri va ser elegida per a aquesta Assemblea Constituent. L'Assemblea Constituent va proposar una Assemblea Nacional per substituir el Congrés Nacional, canvi aprovat per la població en el referèndum constitucional equatorià de 2008. El 2009, Viteri va formar part de la nova Assemblea Nacional i va ser elegida per la província de Guayas. Viteri va ser reelegida a l'Assemblea Nacional a les eleccions generals equatorianes de 2013.
El Partido Social Cristiano va comunicar la seva intenció de presentar Cynthia Viteri com la seva candidata a l'alcaldia de Guayaquil per a les eleccions de 2019. Viteri va resultar escollida com a alcaldessa de Guayaquil per al període 2019-2024, amb un percentatge total de 53% dels vots vàlids, guanyant així l'alcaldia en el procés electoral que va registrar el major nombre de candidats en les últimes cinc dècades. El 14 de maig de 2019, quan Jaime Nebot va deixar l'alcaldia després de 19 anys consecutius, es va dur a terme el canvi de comandament per donar pas a la possessió de Cynthia Viteri com a alcaldessa de Guayaquil, càrrec que mantingué fins al 2023 quan és derrotada per Aquiles Alvarez del Movimiento Revolución Ciudadana posant fi a una successió de 50 anys d'alcaldes socialcristians.